# Eduard Tjukin
Eduard Tjukin, né le 19 mai 1978 à Sterlitamak, est un haltérophile russe.

## Biographie
Aux Jeux olympiques de 2004, à Athènes, il remporte la médaille de bronze dans la catégorie des moins de 94 kg. 
Il gagne aussi la médaille d'argent dans la même catégorie aux Championnats d'Europe à Kiev (Ukraine) en 2004.